# Feuer frei!

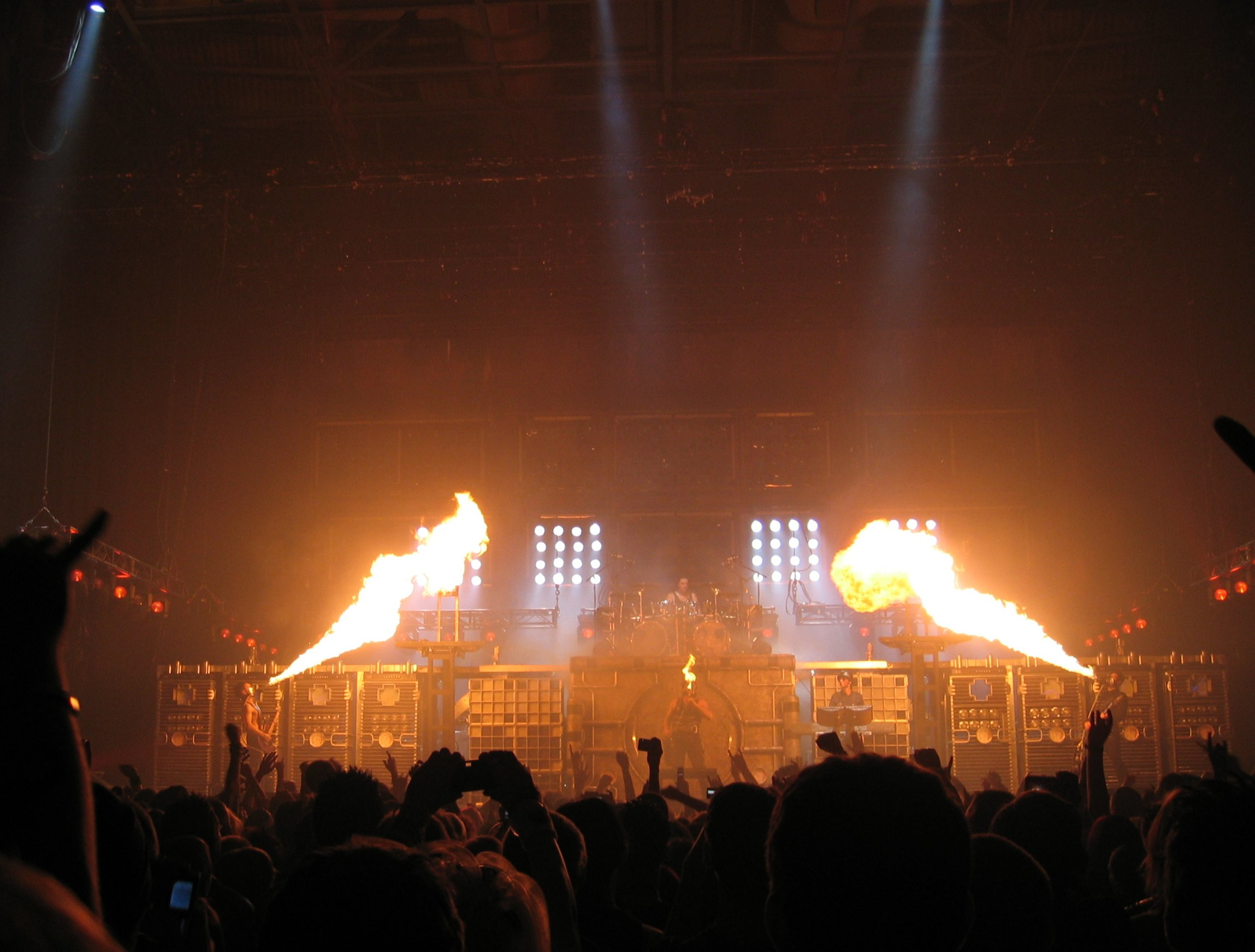
Rammstein interpretando "Feuer frei!".

«Feuer frei!» («¡Abran fuego!» en idioma alemán) es el nombre del quinto sencillo del álbum Mutter de la banda alemana de música industrial Rammstein. Rammstein tiene una breve aparición en la película protagonizada por Vin Diesel xXx (2002) en la que interpretan este tema.
En la portada del sencillo se puede ver la foto del cañón de una pistola Colt M1911 apuntando hacia el objetivo. La edición británica de "Feuer frei!" incluye dos CD y un DVD.

## Video musical
El vídeo de "Feuer frei!" fue lanzado para promocionar la película xXx e intercala fragmentos de una actuación en directo de Rammstein con escenas de acción de la propia película. En el vídeo, el cantante Till Lindemann lleva una cresta al estilo punk.

## Directo
"Feuer frei!" fue interpretada en directo por primera vez en abril de 2000, bajo el nombre de "Punk". No volvieron a tocarla hasta mayo de 2001, momento a partir del cual empezó a formar parte del repertorio de todos los conciertos de Rammstein. Durante las representaciones en vivo los dos guitarristas Paul Landers y Richard Z. Kruspe y Lindemann emplean máscaras lanzallamas de Lycopodium.

## Lista de canciones
1. «Feuer frei!» (versión del álbum)
2. «Feuer frei!» (Rammstein vs. Junkie XL remix)
3. «Feuer frei!» (Rammstein remix 130)
4. «Feuer frei!» (Rammstein remix 95)
5. «Du hast» (versión incluida en Battery: A tribute to Rammstein)
6. «Bück dich» (versión incluida en Battery: A tribute to Rammstein)